# Helmut Lent
Helmut Lent, nemški nočni lovski pilot, častnik in letalski as, * 13. junij 1918, Pyrehne pri Landsbergu, danes Poljska, † 7. oktober 1944, Paderborn, Nemčija.
Lent je kot prvi pilot v zgodovini nočnega letalskega bojevanja sestrelil 100 sovražnikovih letal, vse skupaj je dosegel 110 zračnih zmag, od tega 103 ponoči. Rojen je bil v globoko verni družini in je že zgodaj pokazal navdušenje nad letenjem, kljub očetovemu nasprotovanju se je leta 1936 pridružil Luftwaffe. Po usposabljanju je bil dodeljen 1. eskadrilji Zerstörergeschwader 76 (ZG 76), ki je bila opremljena z dvomotornimi težkimi lovci Messerschmitt Bf 110. Prve letalske zmage je Lent zabeležil na začetku poljske kampanje in nad Baltskim morjem. Med norveško kampanjo je podpiral boje na tleh, nato pa je bil premeščen v novoustanovljeni Nachtjagdgeschwader 1 (NJG 1), nočnolovski letalski polk.
Prvo nočno zmago je zabeležil 12. maja 1941, 30. avgusta 1941 je prejel viteški križec železnega križca za 22 zmag. 15. maja 1944 je postal prvi pilot v zgodovini nočnega letalskega bojevanja, ki je dosegel 100 letalskih zmag, za to je 31. julija 1944 prejel viteški križec železnega križca s hrastovimi listi, meči in brilijanti.
5. oktobra 1944 je Lent pilotiral Junkers Ju 88 na rutinskem tranzitnem poletu med Stadejem in Nordborchenom. Med pristankom je odpovedal eden od motorjev, zaradi česar se je letalo zapletlo v daljnovodne žice in strmoglavilo. Vsi štirje člani posadke so bili smrtno ranjeni; trije so umrli kmalu po nesreči, medtem ko je Lent umrl za posledicami rane šele čez dva dni, 7. oktobra 1944.

## Življenjepis

### Otroštvo in zgodnja kariera
Helmut Lent je bil rojen v Pyrehnu, okrožju Landsberga an der Warthe, Brandenburška provinca v Nemčiji (današnji Pyrzany, Lubuško vojvodstvo, zahodna Poljska) in bil krščen kot Helmut Johannes Siegfried Lent. Bil je peti otrok Johannesa Lenta, luteranskega duhovnika in Marie Elisabeth (rojene Braune). Imel je dva starejša brata (Werner in Joachim) in dve starejši sestri (Käthe in Ursula). Družina je bila globoko verna; poleg očeta sta bila oba njegova brata in oba stara očeta tudi luteranska duhovnika.
Od velike noči leta 1924 do velike noči leta 1928 je obiskoval bližnjo ljudsko šolo v domači vasi. Njegov oče in starejši brat Werner sta ga nato učila doma in ga pripravljala na vstopne teste za gimnazijo v Landsbergu. Februarja 1933 se je pridružil Jungvolku, mladinski veji Hitlerjugenda. Marca istega leta je postal mladinski poveljnik voda (Jungzugführer), kar je bil vse do 1. aprila 1935, nakar pa je postal zastavonoša Fähnleinführer. 9. aprila 1935 je zapustil Jungvolk zaradi bližnje mature. Slednjo je opravil in 12. decembra 1935 zaključil šolanje. 2. februarja 1936 je vstopil v osemtedensko obvezno Državno delovno službo (RAD) v Mohrinu.
Kljub nasprotovanju očeta je 1. aprila 1936 vstopil v Luftwaffe kot Fahnenjunker. 6. aprila istega leta je pričel z vojaškim usposabljanjem v Letalski vojni šoli (Luftkriegsschule) v Gatowu, jugozahodnem predmestju Berlina. 21. aprila 1936 je podal nacionalsocialistično prisego, ki je bila obvezna za pripadnike Wehrmachta. 7. avgusta 1936 je pričel z letalskim usposabljanjem, prav tako v Gatowu. Njegovo prvo letalo je bilo enomotorno dvokrilno letalo Heinkel He 72 (oznaka: D-EYZA). Prvi samostojni polet je opravil 15. septembra 1936 v letalu Focke-Wulf Fw 44 Stieglitz. V tem času je imel v letalski knjižici zabeleženih že 63 poletov. Istočasno pa so bili študentje deležni tudi usposabljanja vožnje z motorji in avtomobili, med eno takšnih voženj je bil Lent udeležen v prometni nesreči, v kateri si je zlomil stegnenico, zato je bil pet mesecev izločen iz letalskega usposabljanja. S tem pa se ni prekinilo njegovo usposabljanje v učilnici in 1. aprila 1937 je opravil komisijski izpit ter bil povišan v Fähnricha. 19. oktobra 1937 je Lent končal z osnovnim letalskim usposabljanjem in prejel licenco A/B; 15. novembra istega leta je prejel letalska krilca. 1. februarja 1938 je bil povišan v Oberfähnricha in 1. marca 1938 še v Leutnanta. V času napredovanja je imel opravljenih 434 poletov v osmih različnih vrstah letal, pri čemer je zbral 112 ur in 48 min letenja, večinoma podnevi v enomotornem letalu.
Potem, ko je zapustil Gatow, je bil Lent poslan v Veliko bojnoletalsko šolo (Große Kampffliegerschule) v Tutowu (severnovzhodna Nemčija). Tri mesece (1. marec - 30. maj 1938) se je šolal kot opazovalec v letalu. Preden je lahko končal usposabljanje, je bil ponovno udeležen v prometni nesreči (povozil ga je avtomobil), imel je zlomljeno spodnjo čeljust, pretres možganov in notranje krvavitve. 1. julija 1938 je bil dodeljen 3. skupini Jagdgeschwader 132 Richthofen (III./JG 132); tu je 19. julija 1938 opravil svoj prvi polet po prometni nesreči.
Septembra istega leta je bila Lentova eskardilja (7./JG 132) premeščena v Großenhain pri Dresdnu, kjer se je pripravljala in nato sodelovala v okupaciji Češkoslovaške. Med tem konfliktom je Lent opravil več operativnih patrulj, dokler ni bila eskadrilja 29. septembra 1938 premeščena v Rangsdorf. Po okupaciji Sudetov je Lentova enota pričela s prenovo in sicer so prejeli letala Messerschmitt Bf 108 Taifun. 1. novembra 1938 je bila III./JG 132 premeščena v Fürstenwalde in bila istočasno preimenovana v II./JG 141; Lent je bil dodeljen 6. eskadrilji. Medtem, ko se je Lent učil letenja z novim letalom, ni imel običajnega spremljevalca oz. radijskega operaterja, ki je hkrati opravljal dolžnost repnega strelca; šele 14. avgusta 1939 mu je bil dodeljen Gefreiter Walter Kubisch. Med pripravo na drugo svetovno vojno je bil 25. avgusta 1939 I./ZG 76 premeščen na letališče Ohlau, jugovzhodno od Breslaua.

### Druga svetovna vojna
Druga svetovna vojna se je pričela v petek, 1. septembra 1939 ob 04:45, ko so nemške enote prečkale poljsko mejo. Lent, ki je letel z Bf 110 (z oznako M8-DH), je ob 04:44 odletel z letališča Ohlau, da bi spremljal bombnike Heinkel He 111 na njihovi misiji nad Krakovom.

#### Poljska kampanja
Nemški načrti za poljsko kampanjo so bili zbrani pod kodnim imenom Fall Weiß (Primer Beli). Operacija je tako narekovala hkratne napade na Poljsko s treh smeri: severa, zahoda in juga, pri čemer bi se napadi pričeli ob 04:45 1. septembra 1939. Tega dne je Lent, skupaj s svojim radijskim tehnikom Kubischem, spremljal formacijo bombnikov Heinkel 111 iz I. in III./Kampfgeschwader 4 (KG 4), ki so napadli letališča pri Krakovu kot podpora južnemu napadu na Poljsko. Naslednji dan ob 16:30 je Lent odletel nad Lódz, kjer je dosegel svojo prvo letalsko zmago: sestrelil je poljski PZL P.11.
Zaradi uničenja poljskega vojnega letalstva spremljanje bombnikov ni bilo več potrebno, tako da je Lentova enota pričela opravljati lovsko-jurišne naloge. 12. septembra je Lenta napadlo poljsko lovsko letalo, ki je poškodovalo njegov motor, zaradi česar je zasilno pristal za nemškimi položaji. Med poljsko kampanjo je nato opravil še pet bojnih poletov, pri čemer je uničil še eno protiletalsko baterijo. Za dosežke med kampanjo je bil 21. septembra 1939 odlikovan z železnim križcem II. razreda. 29. septembra je bila I./ZG 76 premeščena na področje Stuttgarta, da bi branila zahodno zračno mejo pred francoskimi in britanskimi letali, slednji sta namreč Tretjemu rajhu napovedali vojno 3. septembra 1939. Od oktobra do sredine decembra istega leta je I./ZG 76 delovala na več letališčih na področju Stuttgarta in Porurja, nakar pa je bila 16. decembra premeščena severno od Jeverja.

#### Bitka za Helgoland
V prvem mesecu vojne se je Kraljevo vojno letalstvo (RAF) večinoma osredotočilo na bombniške napade na ladje v Severnem morju. 18. decembra 1939 so bombniki RAF izvedli večji napad na ladijski promet pri Wilhelmshavnu, napad je postal znan kot bitka za Helgoland. 24 dvomotornih bombnikov Vickers Wellington iz 9., 37. in 149. eskadrilje RAF se je sprva zbralo nad Norfolkom in nato skupaj odletelo proti otoku Helgoland. Dva bombnika sta prekinila polet zaradi tehničnih težav, medtem ko so ostali nadaljevali z misijo, posledično jih je zaznal radar Freya, nastanjen na Vzhodnofrizijskih otokih.
Lent je dobil ukaz, da prestreže in napade napadajoče bombnike, po kratkem postanku za dopolnitev goriva je tako Lent zapustil Jever in napadel formacijo, sam je tako prijavil uničenje treh bombnikov, pri čemer so mu nadrejeni potrdili dve zmagi. Prvi sestreljeni letali sta bili iz 37. eskadrilje, ki sta strmoglavili v morje pri Borkumu. Tretji bombnik je lahko bil bombnik iz iste eskardilje z oznako 1A N2396, LF-J, ki je strmoglavil na peščeni nasip pri Borkumu. Lentu niso priznali zmage nad Wimberleyjem zato, ker je Lent napadel že težko poškodovan bombnik, ki je bil tik pred strmoglavljenjem; slednjo zmago so nato pripisali Carlu-Augustu Schumacherju.
Njegov uspeh kot lovskemu pilotu nad Severnim morjem mu je prinesel manjšo medijsko pozornost, posledično pa je prejel številna pisma oboževalcev in s pošiljateljico enega, Elisabetho Petersen, se je srečal v hotelu Reichshof v Hamburgu. Pozneje (februarja 1940) sta skupaj odšla na smučarske počitnice v Hirschegg.

#### Norveška kampanja in bitka za Britanijo
8. aprila 1940 je osem letal iz 1./ZG 76, pod poveljstvom Staffelkapitäna Hansena, zapustilo letališče Jever v smeri severa in se preselilo v bližino Westerlanda; premik je bil načrtovan v sklopu bližajoče se operacije Weserübung, napada na Norveško. Nemški napad je predvideval amfibijski napad na norveško prestolnico Oslo in šest drugih večjih pristanišč, od Kristiansanda na jugu do Narvika na severu. Istočasno pa bi transportna letala Junkers 52 (Ju 52) izvedla spust nemških padalcev, ki so imeli nalogo zavzeti letališče Fornebu pri Oslu. Dodatna letala Ju 52, v drugem poletu 20 minut pozneje, pa bi na zajeto letališče pripeljala okrepitve. 1./ZG 76 je bila zadolžena za zaščito in jurišne napade v obeh valih zračnih napadov. Osem letal Bf 110 Zerstörer iz sestave 1./JG 76 je tako ob 07:00 zapustilo letališče, pri čemer so računali, da naj bi prišli nad Fornebu ob 08:45, ko bi se izvedel padalski spust. Zaradi oddaljenosti je bil polet načrtovan kot enosmerni, nemški padalci so morali zavzeti letališče, da bi lahko lovci Bf 110 pristali, ko bi jim zmanjkalo goriva.
Med poletom proti letališču Fornebu je Lent uspel sestreliti norveški Gloster Gladiator. Med spremljanjem transportnih letal je skupina doživela močen sovražni ogenj. Lentov motor je bil zadet, pri čemer je zagorel, tako da je bil prisiljen nemudoma pristati. Po zasilnem pristanku je Lent prepričal norveško posadko na letališču, da se mu je predala.
Istega dne ob 18:50 sta Lent in Hansen, v nepoškodovanih Bf 110, odletela na bojni polet. Med 40-minutnim poletom sta skupaj napadla britanski leteči čoln Short Sunderland iz 210. eskadrilje; zmaga je bila pripisana Hansenu.
Lent je za zasluge med norveško kampanjo 13. maja 1940 prejel železni križec I. razreda; 18. maja je bil premeščen v Trondheim. 27. maja 1940 je zabeležil drugo letalsko zmago med norveško kampanjo, ko je sestrelil britanski Gloster Gladiator iz 263. eskadrilje. 2. junija 1940 sta Lent in njegov letalski spremljevalec Thönes oba sestrelila po enega Gladiatorja v poletu. Svojo sedmo skupno zračno zmago in hkrati zadnjo med norveško kampanjo je Lent zabeležil 15. junija 1941, ko je sestrelil britanski Bristol Blenheim iz 254. eskadrilje. 1. julija 1940 je bil Lent povišan v Oberleutnanta in 13. julija je bila njegova enota premeščena v Stavanger/Forus.
Lent je opravil tudi en polet v okviru bitke za Britanijo, ko je 15. avgusta 21 lovcev Bf 110 iz njegove enote spremljalo bombnike He 111 iz KG 26 med njihovim napadom Yorkshira in Newcastla/Sunderlanda. V tej misiji je I./ZG 76 izgubila sedem letal, Lent je tako zabeležil 98. in hkrati svojo zadnjo misijo v vlogi lovca-jurišnika.

#### Kariera nočnega lovca
Do junija 1940 so se napadi Bombniškega poveljstva RAF povečali do te mere, da je Hermann Göring ukazal ustanoviti nočno-lovsko službo v okviru Luftwaffe. Za oblikovanje službe je bil zadolžen Wolfgang Falck, Gruppenkommandeur iz I./Zerstörergeschwader 1 (ZG 1). Nočno-lovska služba se je pričela razvijati zelo hitro, pri čemer so iz obstoječih enot pobrali polovico pripadnikov in opreme za oblikovanje novih nočno-lovskih enot. Oktobra 1940 je tako Nachtjagdgeschwader 1 (NJG 1) že imel tri skupine, medtem ko sta bila Nachtjagdgeschwader 2 (NJG 2) in Nachtjagdgeschwader 3 (NJG 3) še v fazi nastajanja. V tem času je bil Lent kljub nasprotovanju dodeljen nočnim lovcem, tako je konec avgusta v pismu domov zapisal: 
Trenutno se preoblikujemo za nočno bojevanje. Nismo zelo navdušeni. Raje bi odleteli naravnost proti Angliji.
Lent je opravil urjenje iz nočnega bojevanja v Ingolstadtu na jugozahodu Nemčije, nakar je 1. oktobra 1940 postal Staffelkapitän novoustanovljene 6./NJG 1, slednji je bil nastanjen na letališču Deelen, dobrih 10 km severno od Arnhema na Nizozemskem. Od oktobra 1940 do maja 1941 Lent ni zabeležil nobene zračne zmage, kar je privedlo do depresije, saj so njegovi podrejeni dosegali zmage, sam pa ne. Zato je sredi aprila 1941 Lent zaprosil Falcka, da ga premesti nazaj med dnevne lovce. Slednji mu je rekel, naj počaka mesec dni, nato pa naj zaprosi za premestitev. V noči iz 11. na 12. maj 1941 je Lent naposled zabeležil prvi dve nočni letalski zmagi, ko je sestrelil dva bombnika Wellington IC iz 40. eskadrilje RAF, ki sta bila na misiji bombardiranja Hamburga. Posledično je Lent ostal med nočnimi lovci in postal eden najboljših nočnih letalski asov Luftwaffe iz vseh časov.. Sčasoma je razvil tudi nekakšen viteški odnos do svoje vloge v vojni:
Vojna je groza, a je potrebno, da bi se bojevala v pravičnosti, s častjo in viteštvom, da bi ohranili nekatere ljudi med vso to grozo. Napadi na ženske in otroke, zračne mine in fosfor, padajoč na naše miroljubno prebivalstvo v mestih in vaseh - vse je nepojmljiv prekršek. 
1. julija 1941 je postal poveljnik 4./NJG 1, ki je bila nastanjena na nizozemskem letališču Leeuwarden, okoli 160 km severno od Arnheima, kjer je ostal vse do svoje smrti. Od tu je njegova enota odhajala na patrulje nad obalo Severnega morja, pri čemer je prestrezala zavezniške nočne bombniške napade, namenjene nad Nemčijo. Ob koncu vojne je bila 4./NJG 1 ena izmed najbolj uspešnih nočno-lovskih eskadrilj Luftwaffe. Med znane lovske pilote iz te enote so tako spadali še: Oberleutnant Helmut Woltersdorf, Leutnant Ludwig Becker (44 zmag), Leutnant Egmont Prinz zur Lippe-Weißenfeld (51 zmag), Leutnant Leopold Fellerer (41 zmag), Oberfeldwebel Paul Gildner (46 zmag) in Unteroffizier Siegfried Ney (12 zmag). 30. avgusta 1941 je Lent prejel viteški križec železnega križca za sedem dnevnih in 14 nočnih letalskih zmag.
1. novembra 1941 je Lent postal v.d. Gruppenkommandeur novoustanovljene II./NJG 2. V noči iz 7. na 8. november 1941 je Lent zabeležil svojo prvo zmago kot poveljnik skupine, ki pa je bila hkrati tudi njegova 20. nočna zmaga in zadnja zmaga v letu 1941. Sestrelil je bombnik Wellington 1C na poti proti Berlinu, pri čemer je strmoglavil blizu Akkruma; vsa šestčlanska posadka iz 75. (novozelandske) eskadrilje RAF je umrla. Posledično je bil prvič omenjen v Wehrmachtberichtu, kar se je štelo za čast in kot odlikovanje bilo tudi zabeleženo v osebni kartoteki.
1. januarja 1942 je bil povišan v Hauptmanna. 6. februarja istega leta je zabeležil osmo in tudi zadnjo dnevno zračno zmago, ko je sestrelil britanski dvomotorni bombnik Hampden pri Terschellingu. Še isti mesec (20. februarja) mu je kot prvemu uspelo ponoči sestreliti dvomotorni lovski bombnik Mosquito. Pozneje istega leta (6. junija 1942) je bil odlikovan s hrastovimi listi k viteškemu križcu železnega križca (Ritterkreuz des Eisernen Kreuzes mit Eichenlaub) za doseženih 39 nočnih in sedem dnevnih zračnih zmag. Odlikovanje mu je osebno predal Adolf Hitler 28. oz. 29. junija istega leta v Führerhauptquartierju.
Ob koncu leta 1942 je Lent imel vpisanih 56 zračnih zmag in bil najbolj uspešen nemški nočni lovski as. 1. januarja 1943 je bil povišan v Majorja in bil 1. avgusta istega leta imenovan za Geschwaderkommodore Nachtjagdgeschwader 3 (NJG 3). Še isti mesec (18. januarja 1943) je kot prvi zabeležil 50. zračno zmago v nočnem bojevanju. Po doseženih 73 zračnih zmagah, od katerih jih je 65 dosegel ponoči, je 2. avgusta 1943 prejel še viteški križec železnega križca s hrastovimi listi in meči (Ritterkreuz des Eisernen Kreuzes mit Eichenlaub und Schwertern); obvestilo o podelitvi je prejel 4. avgusta. Tudi to odlikovanje mu je podelil Hitler in sicer v noči iz 10. na 11. avgust 1943 v Führerhauptquartierju v Rastenburgu.
Januarja 1944 je Lent sestrelil tri težke štirimotorne strateške bombnike v eni noči, a je bil sam prisiljen zasilno pristati zaradi prejetega zadetka. V noči iz 22. na 23. marec 1944 je tako samo z 22 topovskimi izstrelki sestrelil dva bombnika, v noči iz 15. na 16. junij je s 57 izstrelki v sedmih minutah sestrelil tri bombnike Avro Lancaster. Za doseženo 110. zračno zmago je bil kot prvi od dveh nočnih lovcev odlikovan z viteškim križcem železnega križca s hrastovimi listi, meči in diamanti (Ritterkreuz des Eisernen Kreuzes mit Eichenlaub, Schwertern und Brillanten). Drugi nočni lovec, ki je prejel to odlikovanje, je bil Heinz-Wolfgang Schnaufer, ki je s 121 zračnimi zmagami postal najboljši nočni letalski as v zgodovini letalskega bojevanja.

#### Smrt
5. oktobra 1944 je Lent letel s svojim Junkersom Ju-88 G–6 (oznaka D5+AA) od Stadeja do Paderborna. V njegovi posadki je bil njegov dolgoletni radijski operater Oberfeldwebel Walter Kubisch, vojni poročevalec Leutnant Werner Kark (na mestu zračnega strelca) in Oberleutnant Hermann Klöss, drugi radijski operater. Lent je bil namenjen obiskati poveljnika polka NJG 1, podpolkovnika Hansa-Joachima Jabsa, da bi predebatirala operativne zadeve. V času poleta je bilo letališče Nordbochen napadeno, ameriški bombniki so tako hudo poškodovali vzletno-pristajalne steze, da je letališko osebje pričelo čistiti površino za zasilno pristajališče. Med pristajanjem je odpovedal levi motor, zaradi česar je letalo skrenilo s poti. Lent ni obvladal letala, ki je zadelo bližnje visokonapetostne žice in posledično strmoglavilo. Vsi štirje člani posadke so bili huje ranjeni, pri čemer jih je vrglo ven iz letala. Reševalci so našli ponesrečence še žive, vendar je Kubisch umrl na operacijski mizi zaradi hudih opeklin, notranjih poškodb in obeh zlomljenih nog. Klöss je umrl nekaj ur kasneje zaradi hudih poškodb glave. Tudi Kark je umrl zaradi poškodb glave in sicer naslednje jutro. Lent si je v nesreči zlomil obe nogi, pri čemer je na eni nogi izgubil meso vse do kosti. Zaradi nevarnosti gangrene so razmišljali o amputaciji noge, a so si premislili, saj bi lahko Lent umrl zaradi šoka. Z operacijo na obeh nogah so uspeli zaustaviti krvavitve. Po operaciji se je večkrat zavedal, ob eni taki priložnosti mu je Oberstleutnant Hans-Joachim Jabs sporočil novico o rojstvu druge hčerke, ki se je rodila kmalu po njegovi nesreči. Kmalu zatem je ponovno padel v nezavest, iz katere se ni več zbudil. Kljub operaciji je nogo prizadela gangrena. Med amputacijo okužene noge je Lent umrl na operacijski mizi, torej šele dva dni po nesreči, 7. oktobra 1944.
Lent je bil deležen državnega pogreba v Rajhovski kancleriji v Berlinu in je potekal 11. oktobra 1944. Glavni govornik na pogrebu je bil Reichsmarschall Hermann Göring, medtem ko so častno stražo sestavljali letalski asi in nosilci viteškega križca železnega križca: Oberstleutnant Günther Radusch, Oberstleutnant Hans-Joachim Jabs, Major Rudolf Schoenert, Hauptmann Heinz Strüning, Hauptmann Heinz-Martin Hadeball in Hauptmann Paul Zorner; slednji so tudi nosili njegovo krsto. Lentova odlikovanja je nosil inšpektor nočnih lovcev Oberstleutnant Werner Streib. 12. oktobra 1944 je bil Lent skupaj s svojo zadnjo posadko pokopan v skupni grob na starem vojaškem pokopališču v Stadeju.

## Zasebno življenje
Vsi nemški častniki so potrebovali uradno dovoljenje, če so se hoteli poročiti, po navadi pa je to bila le birokratska formalnost. Ko se je Lent odločil, da se bo poročil z Elizabetho Petersen, se je zadeva zapletla. Izkazalo se je, da je Elizabeth Petersen v resnici Helena Senokosnikova, rojena aprila 1914 v Moskvi. Zaradi protiruskega mišljenja v Tretjem rajhu se je bala razkriti svoj izvor, toda po temeljiti preiskavi je 15. marca 1941 pridobila nemško državljanstvo. Poročila sta se 10. septembra 1941 v Wellingsbüttelu (Hamburg). V zakonu sta se jima rodila dve hčerki: Christina (6. junija 1942) in Helma (6. oktobra 1944).
Oba Helmutova starejša brata, Joachim in Werner, sta bila kot člana Izpovedne cerkve (nemško Bekennende Kirche) podvržena težavam z nacistično stranko, saj je njuna Cerkev nasprotovala nacifikaciji nemških protestanskih cerkva. Prav tako je Cerkev nasprotovala arijskemu paragrafu. Z barmensko deklaracijo je Izpovedna cerkev označila nacionalno Nemško evangeličansko cerkev za heretično. Werner Lent je bil tako leta 1937 prvič aretiran, ko je pridigal proti nacizmu. Junija 1942 je njegovega brata Joachima aretiral Gestapo, ker je prebral t. i. Möldersovo pismo; slednje je bilo delo črne propagande s strani britanske Political Warfare Executive (PWE). Pismo, katerega naj bi napisal nedavno umrli letalski as Werner Mölders, je postavljalo Möldersovo katoliško naravnanost nad nacistično ideologijo.

## Zapuščina
18. julija 1964 je bil Heeresflieger objekt v Rotenburgu (Spodnja Saška) poimenovan po Lentu in sicer Lent-Kaserne. 18. julija 1966 so več Lentovih medalj prodali na dražbi v londonski dražbeni hiši Sotheby's. Anonimno jih je za vsoto £500 odkupil Adolf Galland, bivši General der Jagdflieger, ki je to storil po naročilu Ministrstva za obrambo Zvezne republike Nemčije. Medalje je prodajala Lentova najstarejša hči Christina, v soglasju s Helmutovo ženo, ki je potrebovala denar za operacijo. Obrambno ministrstvo je zbirko medalj predalo Muzeju obrambne zgodovine (Wehrgeschichtliches Museum) v Rastattu.

## Pregled vojaške kariere

### Povzetek
Helmut Lent ima uradno priznanih 110 zračnih zmag, katere je dosegel v 507 poletih (nekateri viri navajajo 520 poletov.) Od tega je 103 zmage dosegel ponoči, pri čemer je sestrelil 59 štirimotornih bombnikov in enega Mosquita. Njegovo najvišje prejeto odlikovanje je tako bil viteški križec železnega križca s hrastovimi listi, meči in diamanti, medtem ko je bil posmrtno povišan v polkovnika (Oberst).

### Napredovanja
| Država      | Čin          | Datum           |
| ----------- | ------------ | --------------- |
| Tretji rajh | Fahnenjunker | 1. april 1936   |
| Tretji rajh | Fähnrich     | 1. april 1937   |
| Tretji rajh | Oberfähnrich | 1. februar 1938 |
| Tretji rajh | Poročnik     | 1. marec 1938   |
| Tretji rajh | Nadporočnik  | 1. julij 1940   |
| Tretji rajh | Stotnik      | 1. januar 1942  |
| Tretji rajh | Major        | 1. januar 1943  |
| Tretji rajh | Podpolkovnik | 1. marec 1944   |
| Tretji rajh | Polkovnik    | posmrtno        |

### Odlikovanja
| Država      | Odlikovanje                                                                     | Datum podelitve    | Opombe |
| ----------- | ------------------------------------------------------------------------------- | ------------------ | --- |
| Tretji rajh | Pilotska značka                                                                 | 15. november 1937  | |
| Tretji rajh | Spominska medalja za Sudete                                                     |                    | |
| Tretji rajh | Kampanjski ščit Narvik                                                          | 30. januar 1941    | |
| Tretji rajh | Ranjeniška značka v črnem                                                       | 14. julij 1941     | |
| Tretji rajh | Ranjeniška značka v srebru                                                      | 22. marec 1943     | |
| Tretji rajh | Železni križec II. razreda                                                      | 21. september 1939 | |
| Tretji rajh | Železni križec I. razreda                                                       | 11. maj 1940       | |
| Tretji rajh | Ehrenpokal für besondere Leistung im Luftkrieg                                  | 26. junij 1941     | |
| Tretji rajh | Nemški križ v zlatu                                                             | 9. april 1941      | kot stotnik v II./NJG 2 |
| Tretji rajh | viteški križ železnega križa                                                    | 30. avgust 1941    | |
| Tretji rajh | viteški križ železnega križa s hrastovimi listi                                 | 6. junij 1942      | 98. prejemnik |
| Tretji rajh | viteški križ železnega križa s hrastovimi listi in meči                         | 2. avgust 1943     | 32. prejemnik |
| Tretji rajh | viteški križ železnega križa s hrastovimi listi, meči in diamanti               | 31. julij 1944     | 15. prejemnik |
| Tretji rajh | frontna priponka za dnevne lovce v zlatu s ploščico                             |                    | |
| Tretji rajh | frontna priponka za nočne lovce v zlatu s ploščico 500                          |                    | |
| Tretji rajh | splošno odlikovanje za vodje zračnega plovila in opazovalce v zlatu z briljanti |                    | |
| Tretji rajh | Poročilo Wehrmachta                                                             | 20. november 1941  | »Nadporočnik Lent je dosegel svojo 20. nočno lovsko zmago«. |
| Tretji rajh | Poročilo Wehrmachta                                                             | 28. januar 1942    | »Nočna lovska eskadrilja pod vodstvom stotnika Lenta in nadporočnika princa zu Lippe-Weißenfelda je dosegla svojo 100. zračno zmago, potem ko je pregnala napad britanskih bombnikov na Berlin v noči 27. januarja«. |
| Tretji rajh | Poročilo Wehrmachta                                                             | 16. maj 1942       | »Stotnik Lang je v noči 16. maja dosegel svojo 30. nočno lovsko zmago«. |
| Tretji rajh | Poročilo Wehrmachta                                                             | 21. junij 1942     | »Nadporočnik zur Lippe Lippe-Weißenfeld je prejšnjo noč dosegel tri zračne zmage, stotnik Lent je zabeležil svojo 35. nočno zračno zmago«. |
| Tretji rajh | Poročilo Wehrmachta                                                             | 18. junij 1944     | »Podpolkovnik Lent, komodor nočnolovskega polka, je v noči iz 15. na 16. junij sestrelil svojega 100. nasprotnika«. |
| Tretji rajh | Poročilo Wehrmachta                                                             | 11. oktober 1944   | »Dodatno poročilo k Poročilu Wehrmachta: Komodorja polka, podpolkovnika Helmuta Lenta, nosilca najvišjega nemškega odlikovanja za hrabrost, je doletela smrt letalca. Z njim je Luftwaffe izgubila njihovega najbolj uspešnega nočnega lovca, ki je v boju proti britanskim nočnim terorističnim napadom, dosegel 102 zračni zmagi«. |